# Herbert Ringsgwandl
Herbert Ringsgwandl (1965) è un ex sciatore alpino tedesco.
Prima della riunificazione tedesca (1990) gareggiò per la nazionale tedesca occidentale.

## Biografia
Ringsgwandl, specialista delle prove tecniche, debuttò in campo internazionale in occasione dei Mondiali juniores di Sestriere 1983; gareggiò in Coppa del Mondo e in Coppa Europa, senza ottenere risultati di rilievo, e si ritirò al termine della stagione 1997-1998: la sua ultima gara fu il supergigante dei Campionati tedeschi 1998, disputato il 2 aprile a Innerkrems e chiuso da Ringsgwandl al 104º posto. Non prese parte a rassegne olimpiche o iridate.

## Palmarès

### Campionati tedeschi
- 1 medaglia (dati parziali fino alla stagione 1985-1986)[2]:
  - 1 argento (slalom gigante nel 1993)